# Scott Galloway
Scott Robert Galloway (* 25. April 1995 in Perth) ist ein australischer Fußballspieler, der als rechter Verteidiger für Melbourne Victory spielt.

## Karriere
Galloway spielt seit dem 1. Juli 2013 in der Profimannschaft von Melbourne Victory. Bereits am 2. Februar desselben Jahres gab er im Spiel gegen den Stadtrivalen Melbourne Heart (2:1) sein Debüt in der australischen A-League. Im Juni 2013 nahm er mit Australien an der U20-Weltmeisterschaft 2013 teil und kam zu 3 Einsätzen.
In den Jahren 2013 und 2014 konnte er mit Melbourne jeweils die A-League Play-Offs erreichen, jedoch scheiterten sie zuerst an den Central Coast Mariners und ein Jahr später am späteren Sieger Brisbane Roar.